# Izvorălu de Jos
Izvorălu de Jos – wieś w Rumunii, w okręgu Mehedinți, w gminie Livezile. W 2011 roku liczyła 210 mieszkańców.